# Punta de Ayre
La Punta de Ayre (Point of Ayre en inglés, Kione ny h-Ayrey en manés) es el punto más septentrional de la Isla de Man. Se encuentra al norte de la Bahía de Ramsey, a 10 km de la ciudad de Ramsey.
Es el punto de la isla más próximo a Gran Bretaña, encontrándose 26 km al sur de Borrow Head, Escocia. 

## Etimología
El nombre Ayre proviene de la palabra nórdica Eyrr, que significa banco de grava.

## Fauna y flora
Las fuertes corrientes causan grandes cambios en el litoral, lo que provoca que las playas de la punta cambien significativamente con cada marea, es decir, dos veces al día. Estas corrientes hacen que el lugar sea excelente para la pesca.
Muchos visitantes acuden atraídos por su abundante y variada flora. Un gran manto compuesto principalmente de tojos y brezos y que parece emerger de las dunas supone un importante cobijo para plantas extrañas, por lo que forma parte de la Reserva Natural Nacional Manesa. Una amplia variedad de aves visitan el área a lo largo del año, así como algunas focas grises.

## Faro

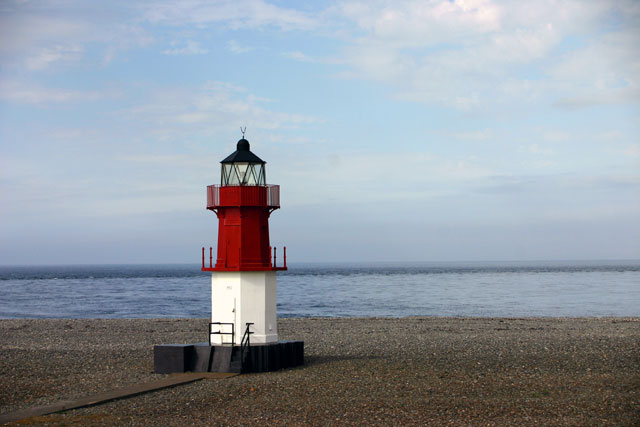
Winkie, el segundo faro de la Punta de Ayre

El faro de la Punta de Ayre es el más antiguo de la Isla de Man. Debido a la continua acumulación de guijarros y grava depositada por las fuertes corrientes, otro faro más pequeño conocido como winkie fue construido a 230 m del principal en 1899. En 1950 tuvo que ser trasladado 76 m en la misma dirección por el mismo motivo. Winkie quedó fuera de servicio el 7 de abril de 2006.
Los edificios del faro y sus tierras colindantes pasaron a propiedad privada en 1993, cuando se automatizó el sistema. En agosto de 2005, la luz de niebla fue desactivada, debido a que se consideró no necesaria gracias a los modernos sistemas de navegación marítima.